# Szuhogy
Szuhogy is een plaats (község) en gemeente in het Hongaarse comitaat Borsod-Abaúj-Zemplén. Szuhogy telt 1263 inwoners (2001).